# Prayoides intermedia
Prayoides intermedia är en nässeldjursart som beskrevs av Eugène Leloup 1934. Prayoides intermedia ingår i släktet Prayoides och familjen Prayidae. Inga underarter finns listade i Catalogue of Life.